# Кабеса-Горда
Кабеса-Горда (порт. Cabeça Gorda; МФА: [kɐ.ˈbe.sɐ ˈgoɾ.dɐ]) — парафія в Португалії, у муніципалітеті Бежа. Розташована в південній частині країни, на теренах історичної португальської провінції Алентежу. Входить до складу округу Бежа. За адміністративним поділом, чинним до 1976 року, терени парафії були складовою провінції Нижнє Алентежу. Належить до Безької діоцезії Католицької церкви. Патрон — Діва Марія. Площа — 78,1568 км². Населення — 1386 ос. (2011). Слабо урбанізований регіон. Густота населення — 17,73 осіб/км²
. Код — 020504.

## Населення
| 1911  | 1920  | 1930  | 1940  | 1950  | 1960  | 1970  | 1981  | 1991  | 2001  | 2011  |
| 2 355 | 2 358 | 2 510 | 2 638 | 2 761 | 2 509 | 1 958 | 1 829 | 1 621 | 1 571 | 1 386 |